# 2012年內格羅斯地震
9°57′50″N 123°14′46″E / 9.964°N 123.246°E
菲律賓中部的內格羅斯島發生芮氏規模6.9（Mw）的強震，屬於海底的盲衝斷層。發於於菲律賓當地2012年2月6日11時49分16秒，震央位於內格羅斯島的東部地區。地震造成山崩的狀況，數棟房屋被埋、43人死亡、40人失蹤、以及近百人受傷。

## 災害

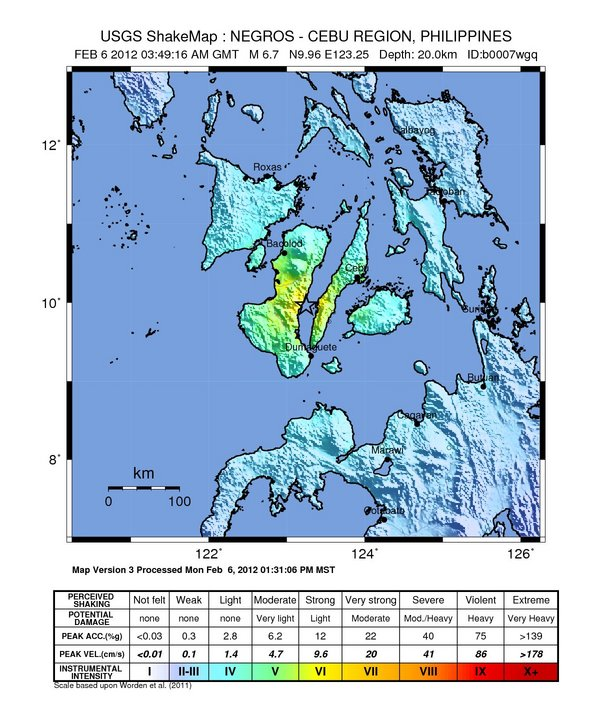
美國地質調查局震度圖

死亡的43人中至少有29人死於土石流，10人則被房屋壓死。

## 外部連結
- 美國地質調查局（USGS）地震報告